# 吐火羅國
吐火羅國，又譯為兜佉勒國、吐呼羅國、土壑宜國、土豁羅國、睹貨邏國，是中國古代文獻記載的古代國家，由吐火羅人建立，其領土位於帕米爾高原西南，阿姆河流域，即今阿富汗境內。在中國史書中也被當成是地名，地域與漢朝所說的大夏，或歐洲記載中的巴克特里亞大致重疊。

## 古漢語譯名
公元383年譯出的《鞞婆沙論》稱為兜佉勒，北魏時稱吐呼羅，隋唐時叫吐火羅或土壑宜，《大唐西域記》譯為覩貨邏。《梵語雜名》翻作覩佉羅，並記其梵音：𑖝𑖲𑖏𑖨（tukhara）。

## 概論
吐火羅國在南北朝時首次被中國文獻記錄，隋代時開始與中國往來。臨近大宛、粟特、嚈噠，此地信仰佛教，大乘佛教由此傳入中國。此地所用的語言，主要為希臘語或巴克特里亞語（文字為希臘文），兼用古印度俗語或梵語（文字為婆羅米文、佉盧文），與于闐相近。
在唐朝時，分為多個小國家，皆隸屬於西突厥。